# Умершие в феврале 2012 года
Это список известных людей, соответствующих установленным критериям значимости (см. Википедия:Критерии значимости персоналий), умерших в феврале 2012 года.
Причина смерти указывается лишь в исключительных случаях (убийство, самоубийство, гибель в результате военных действий, смертная казнь, ДТП или несчастные случаи). В остальных случаях — не указывается.

## Список

### 1 февраля

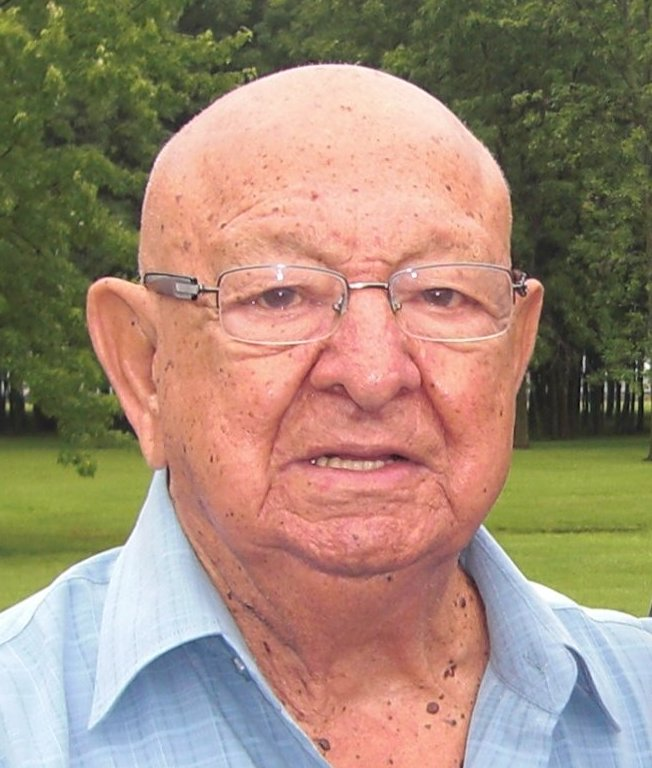
Анджело Данди

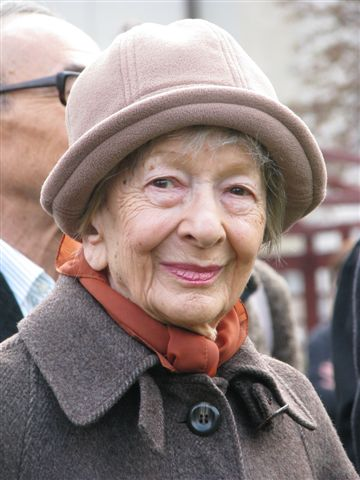
Вислава Шимборская

- Генюшас, Римас (91) ― литовский дирижёр, пианист и музыкальный педагог[1].
- Данди, Анджело (90) — американский тренер по боксу, бывший тренер Мохаммеда Али[2].
- Добрянский, Андрей (81) — американский оперный певец украинского происхождения[3].
- Корнелиус, Дон (75) — американский телеведущий и шоумен, ведущий телепрограммы Soul Train; самоубийство[4].
- Куна, Ладислав (64) — словацкий футболист, игрок сборной Чехословакии по футболу, футболист года в Чехословакии (1969)[5].
- Морк, Ингольф (64) — норвежский прыгун на лыжах, победитель «Турне четырёх трамплинов» (1972)[6].
- Мухамеджанов, Аким (89) — глава старейшин казахской общины Москвы, подполковник милиции, ветеран Великой Отечественной войны[7].
- Панасенко, Николай Александрович (65) — актёр драматического театра г. Шахты. [www.kino-teatr.ru/teatr/acter/ros/20011/bio/]
- Сапеляк, Степан (60) — украинский писатель, правозащитник и диссидент[8].
- Хаузмайстер, Рут (99) — немецкая актриса[9]
- Шимборская, Вислава (88) — польская поэтесса; лауреат Нобелевской премии по литературе[10].
- Штайнер, Джерри (94) –  американский баскетболист[11].

### 2 февраля
- Бессен, Эдгар (78) — немецкий актёр[12]
- Гилман, Дороти (88) — американская писательница[13]
- Кудимов, Сергей Владиирович (47) — российский актёр[14].
- Лахуд, Нассиб (67) — ливанский политик, министр[15]
- Мамлеев, Дмитрий Фёдорович (82) — журналист и писатель, первый заместитель председателя Госкомпечати СССР (1991), вдовец актрисы Клары Лучко[16].
- Муюэ, Цзян (96) — основатель ежедневной китайской газеты China Daily, издающейся на английском языке[17].

### 3 февраля

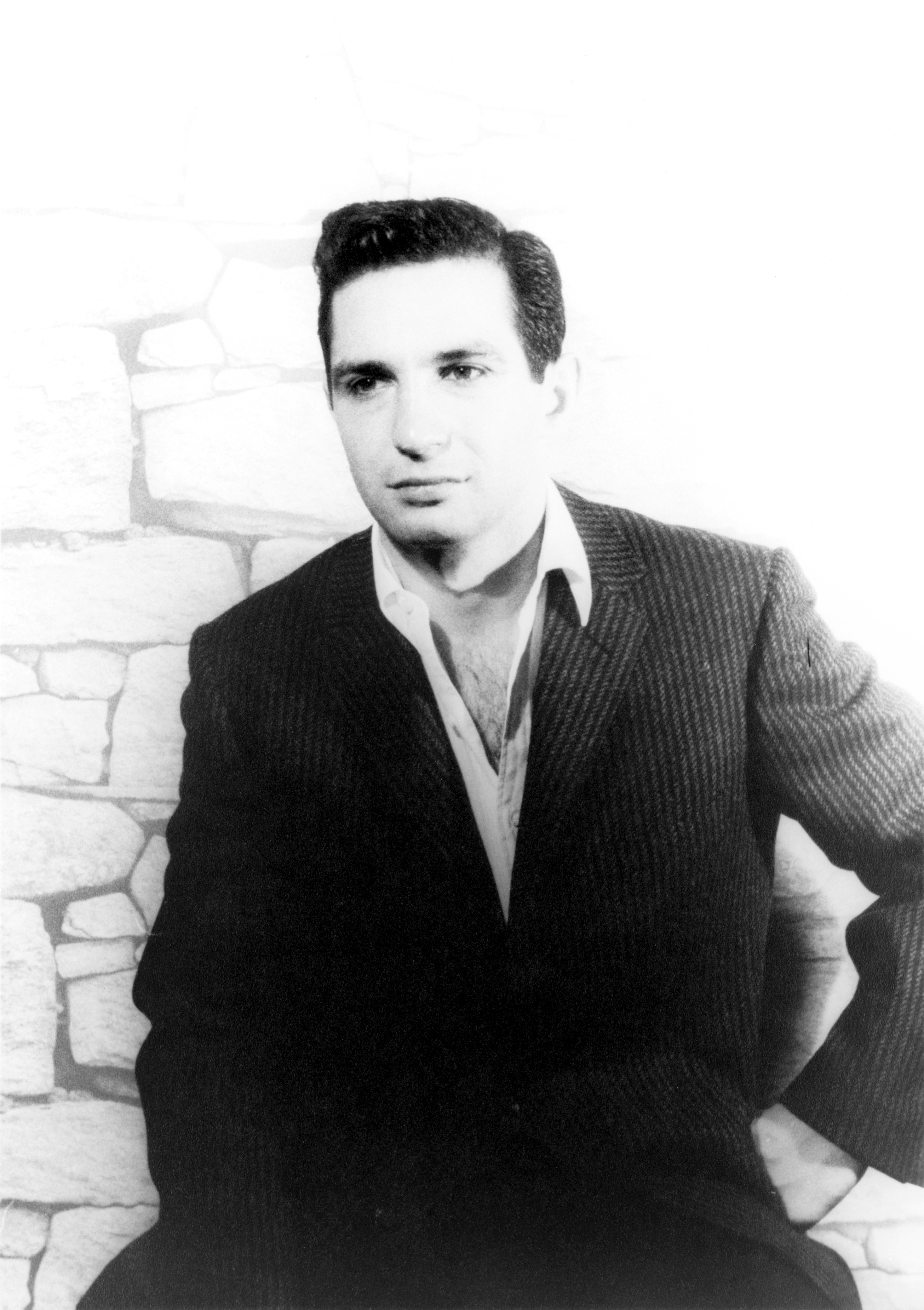
Бен Газзара

- Газзара, Бен (81) — американский актёр; рак поджелудочной железы[18].
- Зиндер, Нортон (83) — американский микробиолог, первооткрыватель совместно с Джошуа Ледербергом генетической трансдукции[19]
- Зубарь, Евгений Игнатьевич (80) — российский актёр [www.kino-teatr.ru/kino/acter/m/sov/43858/bio/]
- Йоуд, Сэмюэл (89) — британский писатель-фантаст[20].
- Канвар, Радж (50) — индийский кинорежиссёр и сценарист «Каждое любящее сердце»[21].
- Кинг, Залман (69) — американский кинорежиссёр и сценарист эротического жанра, создатель фильма «Девять с половиной недель»; рак[22]..
- Макуинто, Карло (21) — филиппинский боксер-профессионал, выступавший во второй наилегчайшей весовой категории. Скончался после 5 дней пребывания в коме, в которую впал после полученной травмы во время поединка[23]..
- Павленко, Сергей Васильевич (59) — композитор, музыкальный руководитель театра на Таганке (1976—1982) [www.kino-teatr.ru/kino/composer/sov/250329/bio/]
- Порт, Март Янович (90) — эстонский архитектор, председатель правления Эстонского союза архитекторов в 1955-1979 гг.[24]
- Салатун, Джекоб (84) — индонезийский политик, министр промышленности (1966)[25].
- Сергий (Саркисов) (74) — один из старейших иерархов Истинно-Православной Церкви, митрополит Владимирский и Орехово-Зуевский[26]
- Тох Чин Чуи (90) — сингапурский политик, заместитель премьер-министра (1965—1968), министр здравоохранения (1975—1981)[27].
- Хилднер, Теренс Джон (49) — американский военный деятель, бригадный генерал, командующий 13-м экспедиционным корпусом подготовки и технического обеспечения армии США в Афганистане[28].
- Эпплтон, Стив (51) — американский бизнесмен, генеральный директор Micron Technology, авиационная авария[29]

### 4 февраля

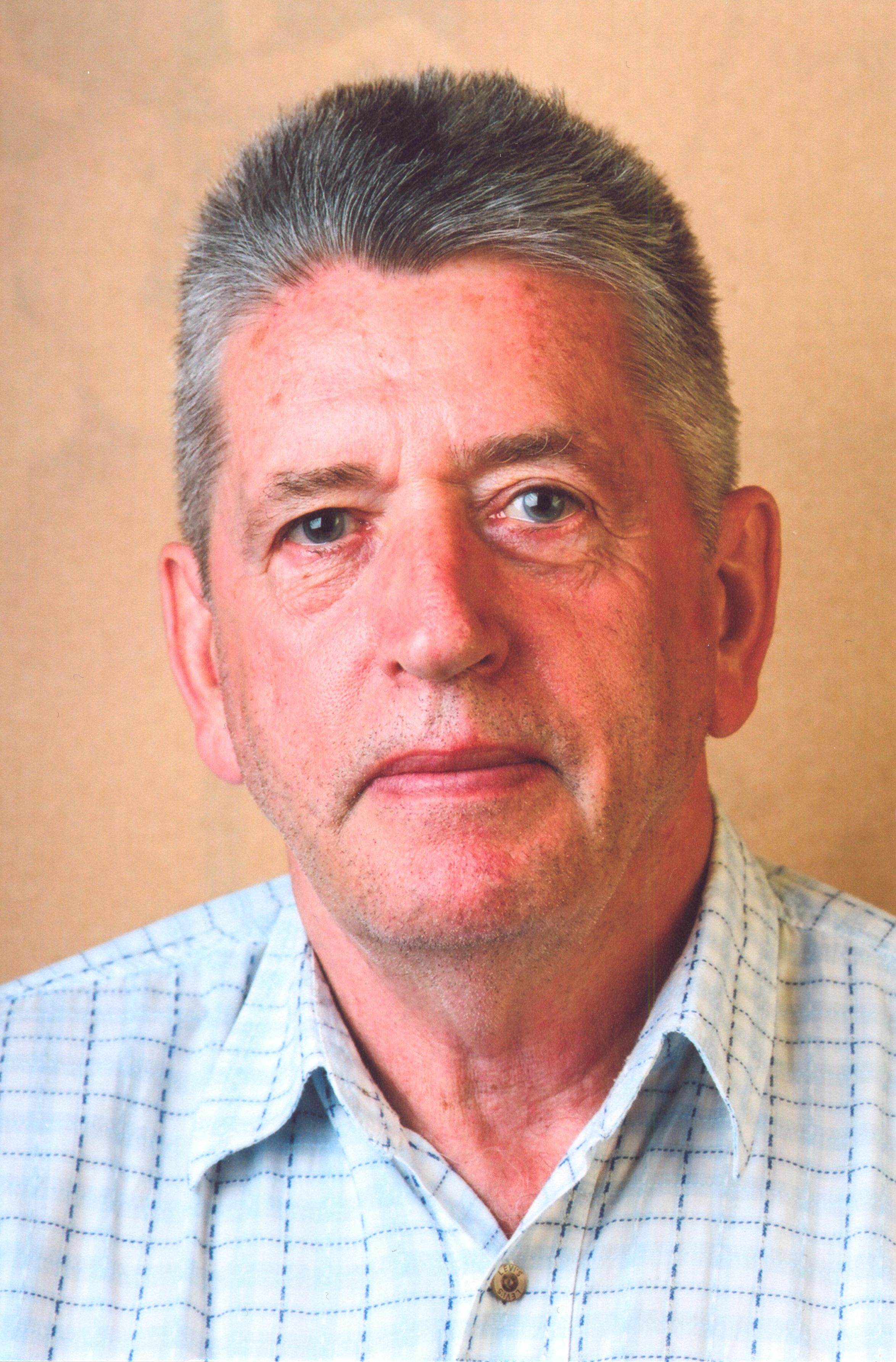
Владимир Волков

- Волков, Владимир Акимович (75) — советский и российский ученый, историк науки, архивист[30].
- Грин, Флоренс (110) — английская долгожительница, последний ветеран Первой мировой войны[31]..
- Деграй, Майк (60) — американский режиссёр документальных фильмов о дикой природе, авиационная авария[32]
- Доти, Найджел (54) — британский бизнесмен, собственник (с 1999) и президент (2001—2011) футбольного клуба «Ноттингем Форест»[33].
- Жукаускас, Артурас (37) — литовский актёр и режиссёр[34].
- Идрисов, Мухамет Рамазанович (91) — башкирский танцовщик, заслуженный артист РСФСР (1955)[35].
- Лейтгеб, Хуберт (46) — итальянский биатлонист, двукратный чемпион мира (1991 и 1994), директор гонок в Антхольце (c 2007). Тренер итальянской команды (1999—2003). Погиб под лавиной[36]
- Малышева, Наталья Владимировна (90) — советский конструктор ракетных двигателей, позже — монахиня Адриана[37].
- Минелли, Ливио (85) — итальянский профессиональный боксёр, чемпион Европы во втором полусреднем весе (1949)[38]
- Райт, Джун (92) — австралийская писательница.
- Ротермель, Борис Николаевич (85) — российский тверской краевед[39].
- Уайт, Эндрю (51) — австралийский сценарист и продюсер («Санктум», «Призраки бездны: Титаник»), авиационная авария[32]
- Чурка, Иштван (77) — венгерский политик писатель и журналист, председатель венгерской партии «Справедливость и жизнь» (1993—2012)[40].
- Шебештьен, Янош (80) — венгерский органист, клавесинист и пианист, председатель жюри международных музыкальных конкурсов[41]

### 5 февраля
- Де Грасиа, Жасмин (27) — аргентинская фотомодель, утонула[42].
- Зайцев, Вадим Филиппович (77) — российский энтомолог, доктор биологических наук (1984), профессор, Заслуженный деятель науки РФ (2002)[43]
- Коппола, Сэм (79) — американский актёр[44]
- Расулова, Лидия Худат кызы (70) — министр образования Азербайджана (1993—1997)[45].
- Серебряков, Игорь Иванович (60) — ведущий журналист и редактор ИТАР-ТАСС[46].
- Хинцман, Билл (75) — американский актёр и режиссёр («Полицейский-убийца»)[47]
- Шелестович, Леонид Михайлович (70) — президент федерации регби Одесской области, заслуженный тренер Украины[48]
- Шпаковский, Арсений Вячеславович (35) — абсолютный чемпион России по конному спорту (2003); погиб при пожаре в конюшне[49].
- Якубов, Манашир Абрамович (75) — российский музыковед, специалист по творчеству Дмитрия Шостаковича[50].

### 6 февраля

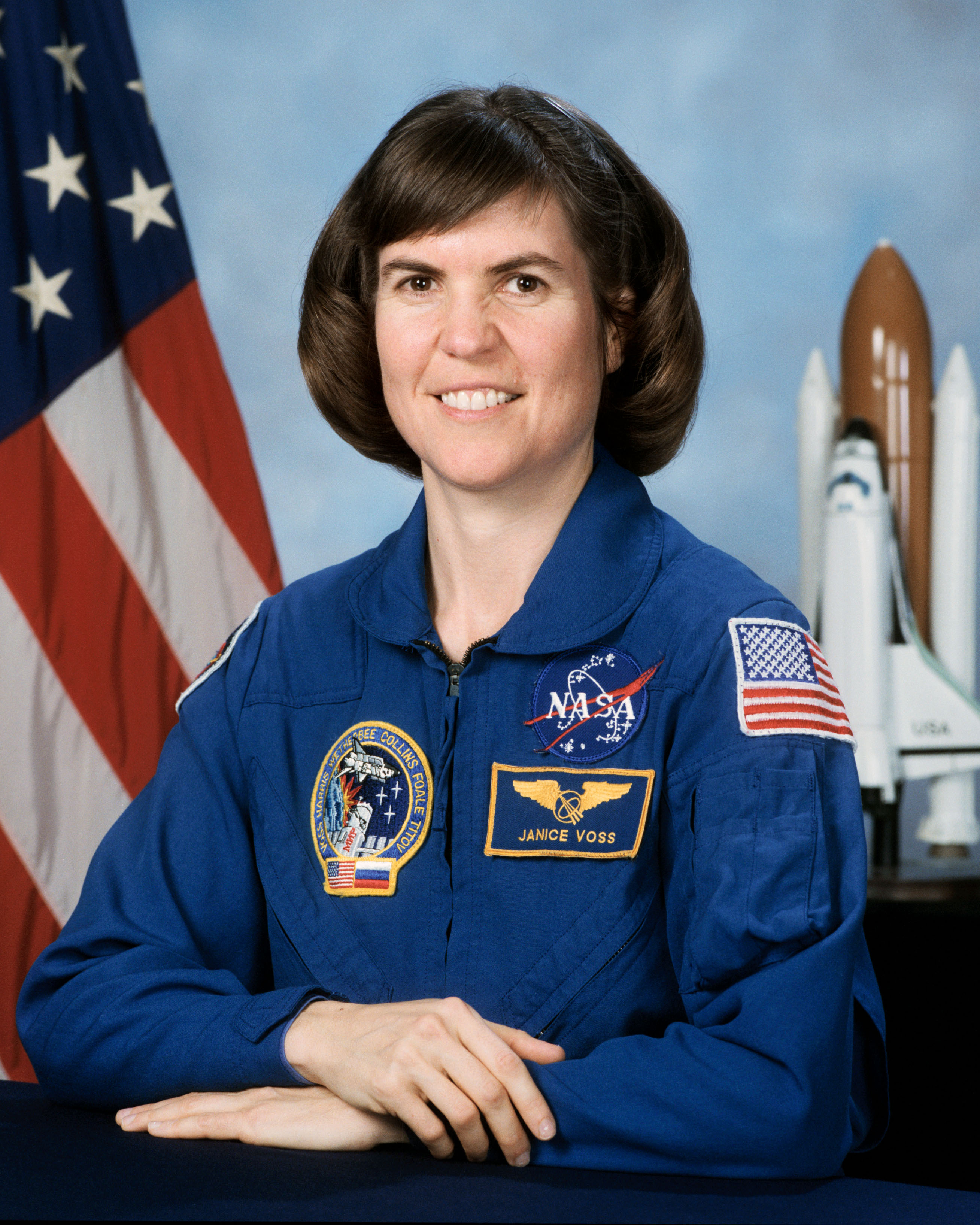
Джанис Восс

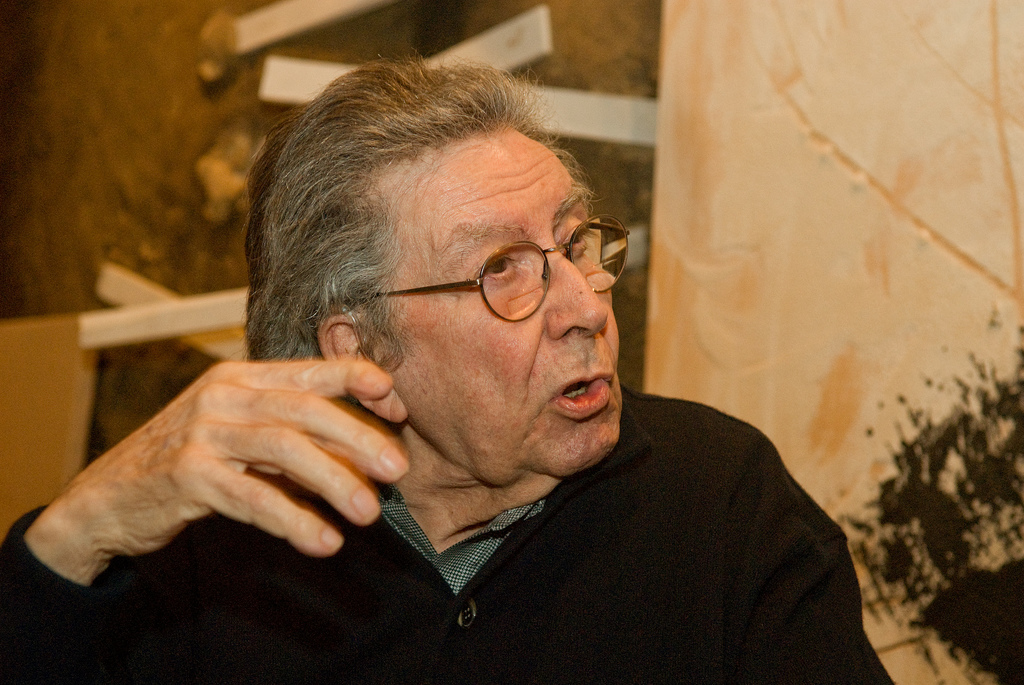
Антони Тапиес

- Бодров, Вячеслав Алексеевич (80) — российский психофизиолог, психолог, врач, заслуженный деятель науки и техники Российской Федерации, доктор медицинских наук, профессор, полковник медицинской службы[51].
- Баландин, Евгений Степанович (66) — первый секретарь Ульяновского обкома КПСС (1991—1992), председатель Ульяновской торгово-промышленной палаты (с 1992)[52].
- Брек, Питер (82) — американский актёр[53].
- Восс, Джанис (55) — американская астронавтка НАСА, пять раз побывавшая в космосе (1993, 1995, 1997 (дважды), 2000), рак[54].
- Горелик, Виталий Романович (45) — российский альпинист, погиб при восхождении на Чогори[55].
- Евдаков, Николай (46) — российский бизнесмен, рекордсмен мира в игре в покер. Недоступно - ошибка 404  (недоступная ссылка)
- Келехан, Ноэль (76) — ирландский музыкант, дирижёр конкурса песни «Евровидение» (1981, 1988, 1993—1995)[56]
- Кент, Байкал (69) — турецкий актёр[57]
- Лескано, Хуан Висенте (74) — парагвайский футболист, игрок сборной Парагвая по футболу, участник чемпионата мира по футболу 1958[58].
- Мбу, Мэтью (82) — нигерийский политик и дипломат, министр труда (1954), министр иностранных дел (1993)[59]..
- Отэй, Нури (54) — турецкий бизнесмен, генеральный менеджер «Ford Otosan» (2010—2012)[60].
- Розенхан, Дэвид (82) — американский психолог, автор эксперимента Розенхана[61].
- Сыщиков, Николай Сергеевич (94) — Герой Советского Союза.
- Тапиес, Антони (88) — каталонский живописец, график и скульптор, художник книги, один из виднейших мастеров мирового искусства второй половины XX века[62].
- Удварди, Иштван (51) — венгерский ватерполист, бронзовый призёр летних Олимпийских игр в Москве 1980[63].
- Ясюкевич, Феликс Иванович (88) — заслуженный художник РСФСР, художник-постановщик киностудии «Мосфильм»[64].

### 7 февраля
- Бутов, Валерий Николаевич (70) — заслуженный машиностроитель России, президент Московской межотраслевой ассоциации главных специалистов[65].
- Гусев, Владимир Михайлович (78) — заслуженный артист РСФСР (1989), актёр Театра-студии киноактера (1959—1988). [www.kino-teatr.ru/kino/acter/m/sov/1169/bio/]
- Кио, Харри (84) — американский футболист, игрок и капитан сборной США по футболу, участник чемпионата мира по футболу 1950 и «Чуда на траве» (победа над сборной Англии)[66]
- Конюхова, Раиса Григорьевна (70) — российская актриса. [www.kino-teatr.ru/kino/acter/w/ros/23962/bio/]
- Омон, Мари Луиза (93) — бельгийская писательница, лауреат премии «Фемина» (1976) за роман «Дорога»[67]
- Русаков, Александр Сергеевич — начальник управления внутренних дел Брянской области (1985—1997), генерал-майор милиции[68].
- Черепанов, Лев Николаевич (78) — один из основателей хоккея на траве в России, Заслуженный тренер Российской Федерации[69].
- Эрлих, Деви (83) – французский скрипач, попал под грузовик[70].

### 8 февраля
- Адамович, Адам (42) — американский концептуальный дизайнер, разработчик Fallout 3 и The Elder Scrolls V: Skyrim[71].
- Бобоев, Олим (51) — таджикский актёр, солист ансамбля «Шашмаком» Комитета по телевидению и радио, многократный лауреат международного фестиваля «Музыка Востока», заслуженный артист Таджикистана[72].
- Бочкарёва, Ирина Робертовна (76) — советская легкоатлетка, двукратная чемпионка Европы в беге на 100 метров и в эстафете 4×100 метров (1954)[73]. Архивировано 10 декабря 2012 года.
- Брунс, Филип (80) — американский актёр[74].
- Гуэльфи, Джанджакомо (87) — итальянский оперный певец[75].
- Краснокутский, Михаил Данилович (87) — художник, композитор, учитель.
- Лара, Хорхе Сальвадор (85) — министр иностранных дел Эквадора (1966, 1976—1977)[76]
- Майн, Лори (89) — американский актёр[77].
- Марсия, Мария (67) — бразильская актриса[78].
- Сегал, Алан (70) — британский режиссёр-документалист, двукратный лауреат премии BAFTA[79].
- Спинетта, Луис Альберто (62) — аргентинский певец, музыкант, композитор. Один из отцов аргентинского рока. Автор альбомов, признававшихся лучшими альбомами года в Аргентине; рак лёгких[80].
- Фэрфакс, Джон (74) — английский путешественник, первым преодолевший Атлантический океан в одиночку на вёсельной лодке[81].

### 9 февраля
- Валуйко, Герман Георгиевич (87) — украинский винодел, заслуженный деятель науки и техники Украины, почетный академик Крымской академии наук, профессор, координатор всех научных исследований по виноделию в бывшем СССР[82]
- Датта О.П. — индийский режиссёр и сценарист[83].
- Евстифеев, Валерий Александрович (54) — советский и российский хоккеист, игрок ХК «Спартак»[84].
- Макеев, Сергей Петрович (59) — член-корреспондент Российской Академии естественных наук и Академии Военных наук, специалист по ракетно-космической обороне и системам контроля космического пространства; самоубийство[85]..
- Мансур, Бадр — глава пакистанского отделения Аль-Каиды; убит в Мираншахе.[86]
- Мозговой, Вячеслав (68—69) — российский реставратор, генеральный директор реставрационной мастерской «Наследие», утонул в Индийском океане[87].
- Мурзин, Даян Баянович (91) — руководитель партизанских отрядов в Белоруссии, Молдавии, Чехии и Моравии[88]
- Нуньез, Оскар (83) — аргентинский актёр[89].
- Попов, Александр Владимирович (55) — генеральный директор ЗАО «Центропечать», вице-президент Ассоциации распространителей печатной продукции[90]
- Пршибыл, Лукаш (33) — чешский спортивный функционер, вице-президент футбольного клуба Спарта (Прага)[91]
- Тайара, Мазар — сирийский журналист, сотрудничавший с европейскими агентствами, убит в Хомсе[92]
- Хик, Джон (90) — английский философ и богослов[93]
- Шишмарев, Илья Андреевич (74) — учёный в области нелинейных и дифференциальных уравнений, член-корреспондент РАН (2006)[94].

### 10 февраля

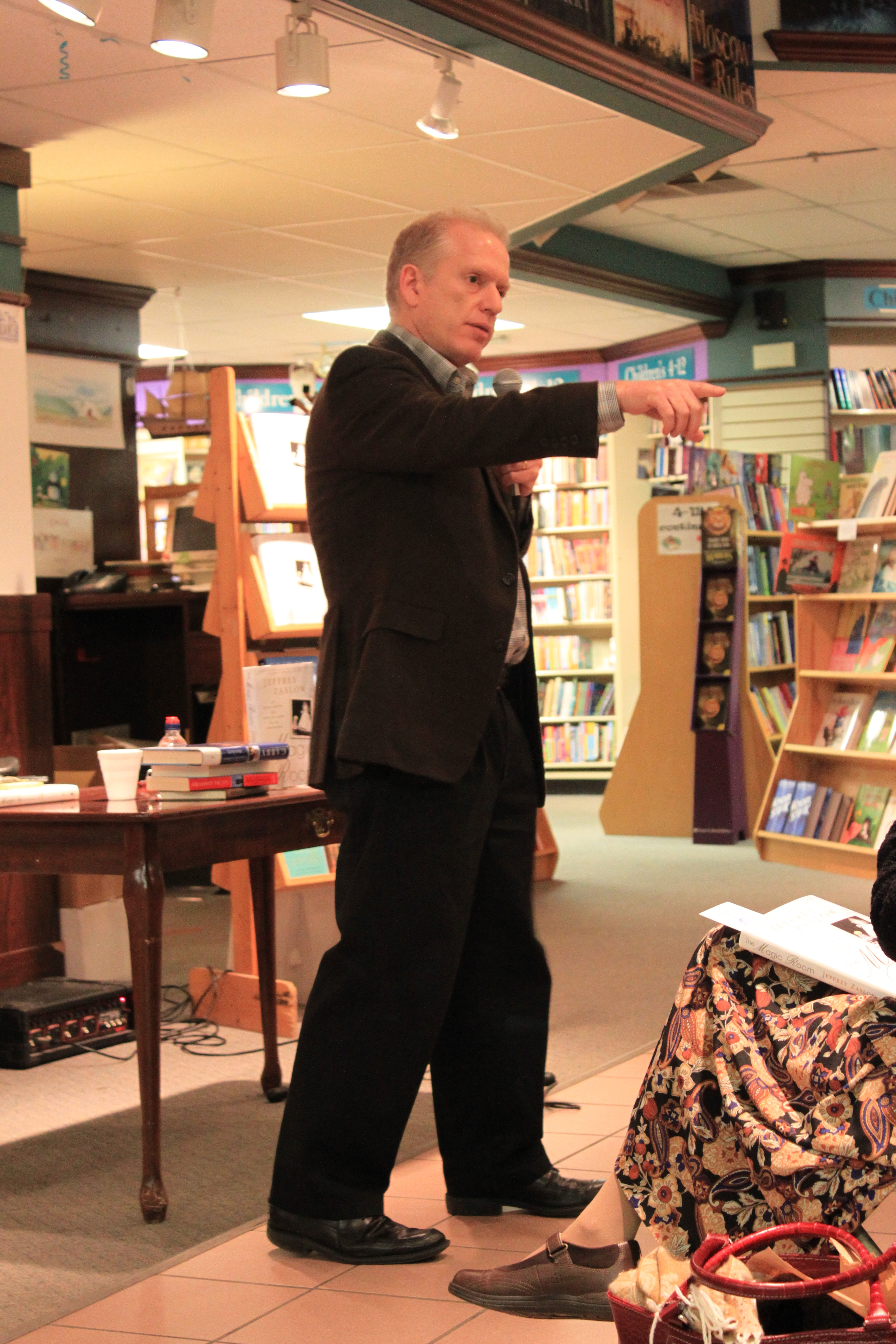
Джефри Заслоу

- Бэйрд, Чак (64) — американский художник, представитель культуры глухих[95] Архивировано 5 июля 2013 года..
- Заслоу, Джефри (53) — американский писатель, соавтор психологического бестселлера «Последняя лекция», автокатастрофа[96]
- Коротков, Андрей Викентьевич (57) — экономист и специалист по информационным технологиям, один из идеологов программы «Электронная Россия»[97]
- Кушнарёв, Александр Иванович (60) — председатель избирательной комиссии Омской области, последствия инсульта[98]
- Правилов, Иван (48) — украинский хоккейный тренер, самоубийство[99]
- Риордан, Джеймс (75) — английский писатель (книги о Советском Союзе)[100]
- Теряев, Евгений Дмитриевич (77) — ученый и крупный организатор в области автоматического и автоматизированного управления техническими системами, мехатроники и авионики, член-корреспондент РАН[101].
- Юсифов, Парвиз (35) — азербайджанский режиссёр и писатель[102]

### 11 февраля

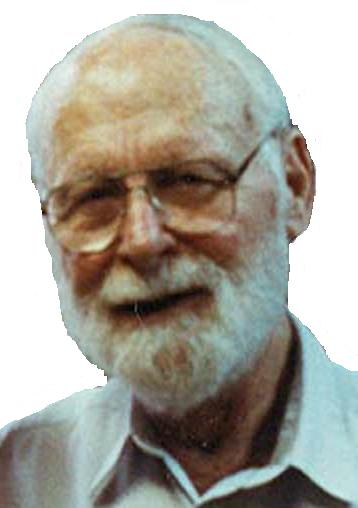
Аарон Давиди

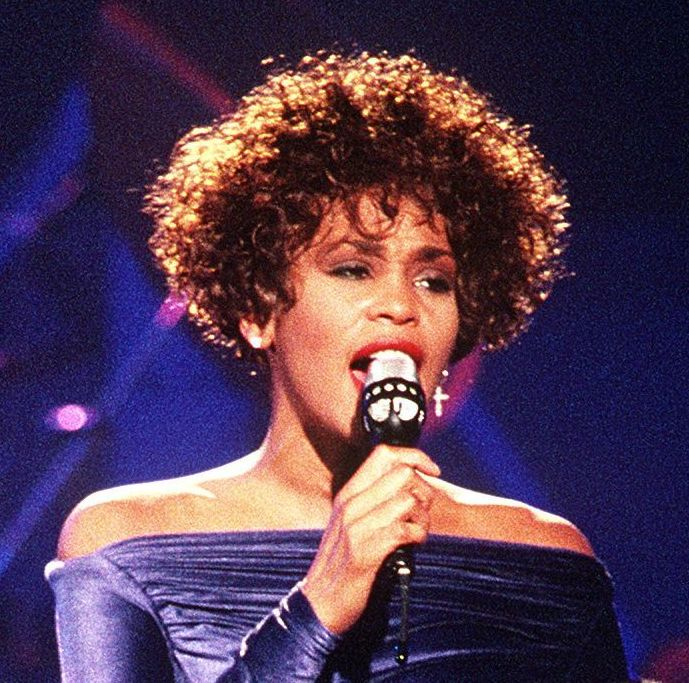
Уитни Хьюстон

- аль-Холи, Исса (50) — бригадный генерал сирийской армии, директор столичного военного госпиталя. Убит боевиками в Дамаске[103].
- Бьерке, Сири (53) — норвежский политик, министр по делам окружающей среды (2000—2001)[104]
- Давиди, Аарон (85) — израильский генерал, основатель волонтёрской программы Сар-Эль[105]
- Жуков, Виктор Алексеевич (58) — актёр театра и кино. [www.kino-teatr.ru/kino/acter/m/sov/1526/bio/]
- Ибрагимова, Эльза Имамеддин кызы (73) — азербайджанский композитор, заслуженный деятель искусств Азербайджана, народная артистка Азербайджана и Дагестана[106].
- Колосов, Сергей Николаевич (90) — советский кинорежиссёр и сценарист, народный артист СССР, лауреат Государственной премии РСФСР, супруг актрисы ЦАТРА Людмилы Ивановны Касаткиной[107].
- Медведовский, Марк Матвеевич (70) — актёр театра «У Никитских ворот», автор текстов. [kino-teatr.ru/teatr/acter/ros/47729/bio/]
- Милановский, Евгений Евгеньевич (88) — советский и российский геолог, академик РАН, заслуженный профессор МГУ[108].
- Сумбаташвили, Иосиф Георгиевич (96) — российский и грузинский сценограф, главный художник Центрального академического театра Российской Армии, народный художник СССР, лауреат Государственных премий СССР[109].
- Тамразов, Промарз Меликович — советский украинский математик[110].
- Тарасюк, Павел Ефимович (87) — советский украинский хозяйственный деятель, Герой Социалистического Труда.
- Хьюстон, Уитни (48) — американская поп, соул и ритм-н-блюзовая певица, актриса, продюсер, лауреат 411 премий[111].
- Якупов, Гильман Гирфанович (86) — первый секретарь Хайбуллинского райкома КПСС.

### 12 февраля

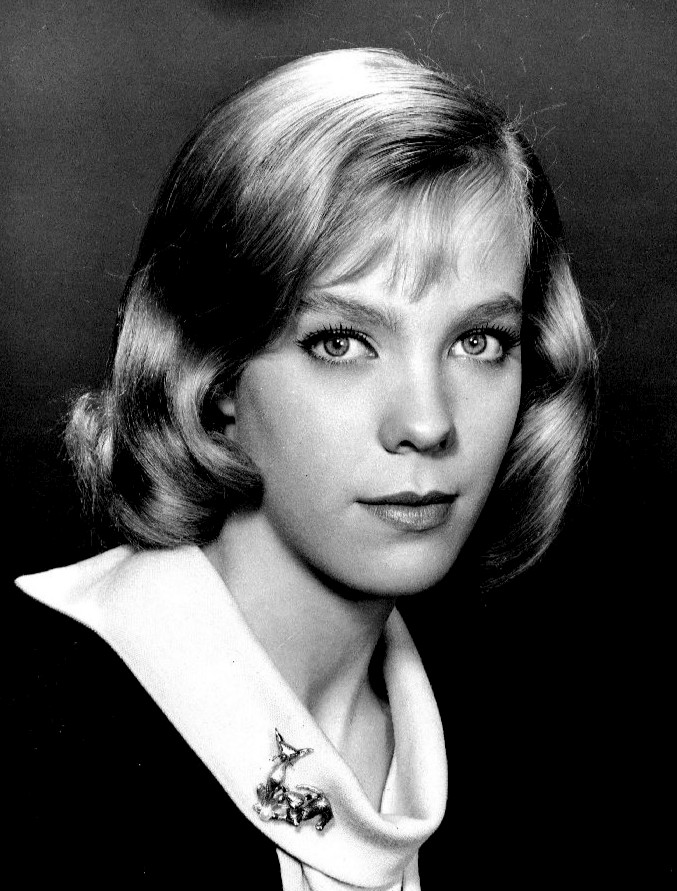
Зина Бетьюн

- Бетьюн, Зина (66) — американская актриса и балерина. [www.kino-teatr.ru/kino/acter/hollywood/145404/works/]
- Годлевский, Пётр Лукьянович (83) — советский, российский журналист и публицист.
- Дибров, Владимир Александрович (62) — донской журналист, родной брат телеведущего Дмитрия Диброва[112].
- Зотов, Алексей (81) — настоятель храма святых мучеников Флора и Лавра на Зацепе, протоиерей[113].
- Келли, Дэвид (82) — ирландский актёр. [www.kino-teatr.ru/kino/acter/euro/58476/works/]

### 13 февраля

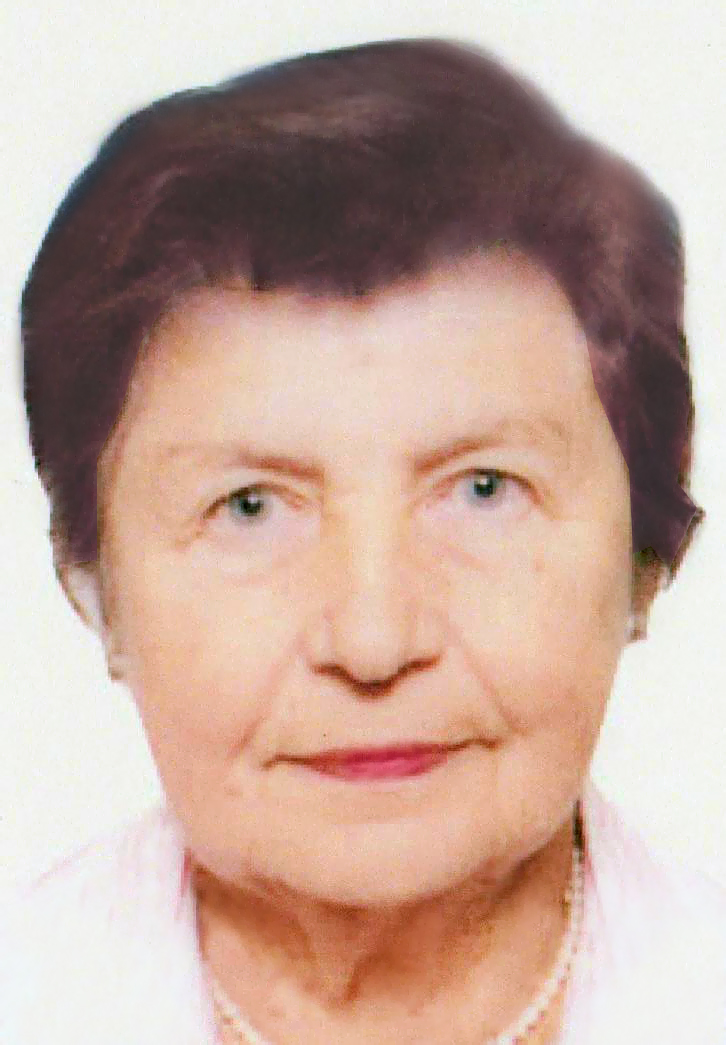
Мария Фишер-Спайс

- Аль, Даниил Натанович (93) — российский историк, писатель[114].
- Армс, Рассел (92) — американский певец и актёр[115]
- Бассман, Лилиан (94) — американская фотохудожница и фотограф[116].
- Брана, Фрэнк (77) — испанский актёр (более 150 фильмов)[117].
- Демаре, Софи (89) — французская актриса («Круиз для неизвестного», «Мой друг Сенфуан», «Француженка и любовь») ][118]
- Дики, Имон (53) — ирландский футболист, чемпион Англии (1981)[119].
- Исмаилов, Курман — заместитель муфтия Ставропольского края; погиб в результате взрыва[120].
- Клейман, Исаак Бенционович (90) — украинский археолог-античник.
- Ламари, Мохаммед (73) — алжирский генерал, начальник штаба Народной Национальной армии Алжира (1993—2004)[121]. Архивная копия от 14 февраля 2012 на Wayback Machine
- Набиев, Азад (66) — азербайджанский учёный-фольклорист, доктор филологических наук, профессор, член-корреспондент Национальной академии наук Азербайджана[122]
- Нарымбетов, Молдакул (63) — казахстанский художник и скульптор[123].
- Паничкин, Михаил Степанович (93) — Герой Советского Союза.
- Чурилов, Лев Дмитриевич (76) — советский государственный деятель, последний министр нефтяной и газовой промышленности СССР (1991), президент ОАО «Роснефтегаз» (1991—1993)[124].
- Фишер-Слиж, Мария (89) — врач-педиатр, член управы Украинского врачебного товарищества Северной Америки.
- Якупов, Гильман Гирфанович (88) — государственный и политический деятель Башкортостана, ветеран Великой Отечественной войны, Герой Социалистического Труда[125].

### 14 февраля
- Землянский, Валентин Александрович (81) — солист Донецкого национального академического театра оперы и балета им. А. Б. Соловьяненко, народный артист Украины (1994)[126].
- Бернардо, Майк (42) — южноафриканский боксёр и кикбоксер, чемпион мира[127].
- Даудов, Ибрагимхалил Магомедшапиевич (52) — чечено-дагестанский террорист, главарь бандподполья Дагестана, лидер Имарата Кавказ; убит[128].
- Ким Бон Чер (69) — министр торговли КНДР (1998)[129]
- Кожбахтеев, Виктор Михайлович (80) — начальник штаба танковой армии, начальник штаба войск южного направления (1984—1988), начальник штаба Гражданской обороны СССР, генерал-полковник в отставке[130].
- Лиллман, Тонми (38) — финский музыкант («Ajattara», «To/Die/For»)[131]
- Неймарк-Коен, Рахман (28) — настоящее имя Рахман Асадович Махмудов — арт-директор клуба LEPS BAR. Найден мёртвым в своей квартире[132].
- Превин, Дори (86) — американская певица и поэт, лауреат премии Эмми (1984) номинантка на кинопремию «Оскар»[133] Архивная копия от 18 февраля 2012 на Wayback Machine
- Рушоран, Петер (71) — венгерский ватерполист, чемпион летних Олимпийских игр в Токио (1964)[134].
- Фрош, Рейнольд (76) — австрийский саночник, чемпион мира (1960)[135].

### 15 февраля

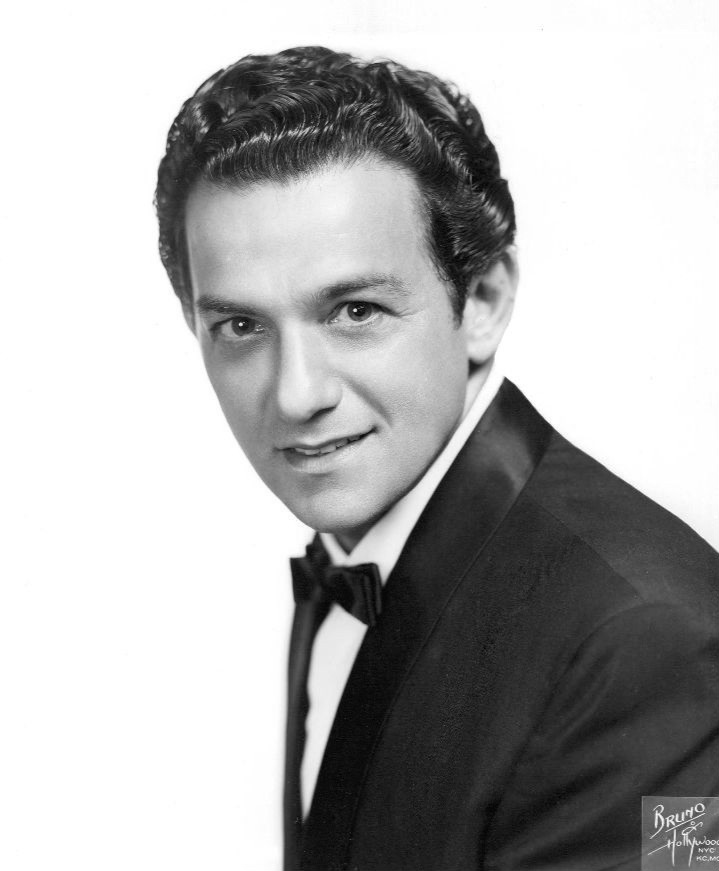
Чарльз Энтони

- Джибути, Виталий Ревазович (48) — российский журналист, главный редактор «Интерфакса-Агентства военных новостей»[136].
- Иванов, Владимир Никитич (64) — фотограф, кинооператор документальных и научно-популярных фильмов[137].
- Иванов, Михаил Константинович (66) — доктор геолого-минералогических наук, профессор, заведующий кафедрой геологии и геохимии горючих ископаемых геологического факультета МГУ, лауреат Ломоносовской премии, академик РАЕН[138].
- Каплан, Зельда (95) — американская икона стиля и активистка за права человека[139]..
- Ковнер, Витка (92) — участница еврейского сопротивления в оккупированном нацистами Вильнюсе, вдова поэта Аббы Ковнера, ставшего голосом Вильнюсского гетто[140].
- Лапина, Екатерина Витальевна (37) — российская актриса; автокатастрофа. [www.kino-teatr.ru/kino/acter/ros/2427/bio/]
- Лина Ромай (57) — испанская актриса[141].
- Пола Иллери (103) — румынская актриса[142].
- Схаляхо, Дарихан Салиховна (85) — российский учитель, бывший директор Афипсипской средней школы № 4, народный учитель СССР[143].
- Ташков, Евгений Иванович (85) — российский кинорежиссёр, народный артист России[144].
- Евгений Ушаков (86) — советский и российский живописец, создатель монументальных мозаичных полотен из бересты.
- Черели, Эдуард Михайлович (82) — специалист по сценической речи, профессор Уральской государственной консерватории им. М. П. Мусоргского[145].
- Энтони, Чарльз (82) — американский оперный певец (тенор) и актёр[146].

### 16 февраля

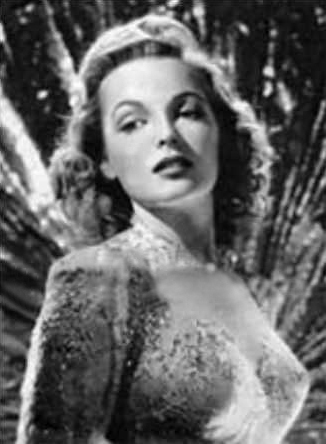
Элиз Нокс

- Авасима, Тикагэ (87) — японская актриса[147].
- Антимонов, Леонид Сергеевич (77) — белорусский художник[148].
- Душко Антунович (хорв. Duško Antunović) (65) – хорватский ватерполист и тренер, первый тренер независимой хорватской сборной[149].
- Беспрозванный, Леонид Владимирович (78) — российский режиссёр, журналист, писатель[150].
- Девеси, Баддели (70) — генерал-губернатор Соломоновых Островов (1978—1988)[151].
- Дюби, Жак (89) — французский актёр («Француженка и любовь», «Я остаюсь!»)[152].
- Масионис, Джон (спортсмен) (95) — американский пловец, серебряный призёр летних олимпийских игр в Берлине 1936 в эстафете 4×200 м вольным стилем[153].
- Нокс, Элиз (94) — американская актриса[154].
- Риндестю, Рональд (69) — норвежский политик, губернатор фюльке Тромс[155].
- Салихов, Гатаулла Салихович (88) — Герой Советского Союза.
- Сыщиков, Николай Сергеевич (94) — ветеран Великой Отечественной войны, Герой Советского Союза[156].
- Уильямс, Дик Энтони (73) — американский актёр[157].
- Усманов, Ноэль Карибович (79) — российский востоковед-арабист, профессор кафедры языков стран Ближнего и Среднего Востока МГИМО[158].
- Шадид, Энтони (43) — журналист New York Times, дважды лауреат Пулитцеровской премии[159].
- Шмаков, Анатолий Иванович (90) — военный лётчик, ветеран Великой Отечественной войны, Герой Советского Союза, полковник[160].

### 17 февраля

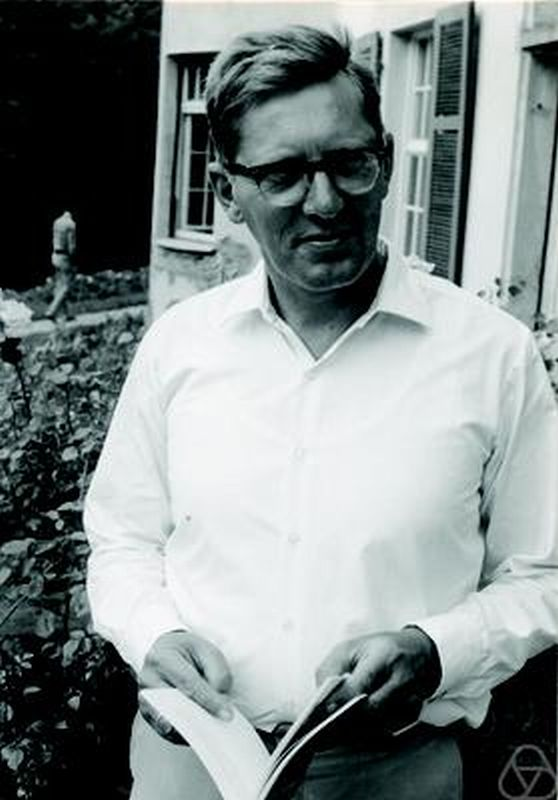
Николас де Брейн

- де Брейн, Николас (93) — нидерландский математик, открыватель последовательности де Брейна[161].
- Голикова, Татьяна Николаевна (66) — советская балерина, народная артистка РСФСР[162].
- Диреко, Винки (82) — южноафриканский политик, премьер-министр провинции Фри-Стейт (1999—2004)[163]..
- Дэвис, Майкл (68) — американский гитарист MC5[164]
- Жидков, Владимир Семенович (55) — начальник ГУФСИН по Челябинской области (2003—2009)[165].
- Жолдак, Дарья (30) — украинская куратор, арт-критик и галерист[166].
- Жордан́ (79) — бразильский футболист («Фламенго») (589 матчей)[167].
- Карр, Роберт (95) — британский политик, член кабинета министров Великобритании (1970—1974)[168]
- Кудрявцев, Лев Дмитриевич (88) — советский и российский математик, член-корреспондент РАН[169].
- Леховец, Курт (93) — чешский и американский физик и изобретатель, исследователь полупроводников[170]
- Найссер, Ульрик (83) — американский психолог[171]
- Сандерс, Фрэнк (62) — американский хоккеист, серебряный призёр зимних Олимпийских игр в Саппоро (1972)[172]
- Фруктина, Любовь Терентьевна (82) — советская актриса. [www.kino-teatr.ru/teatr/acter/w/ros/47092/bio/]

### 18 февраля

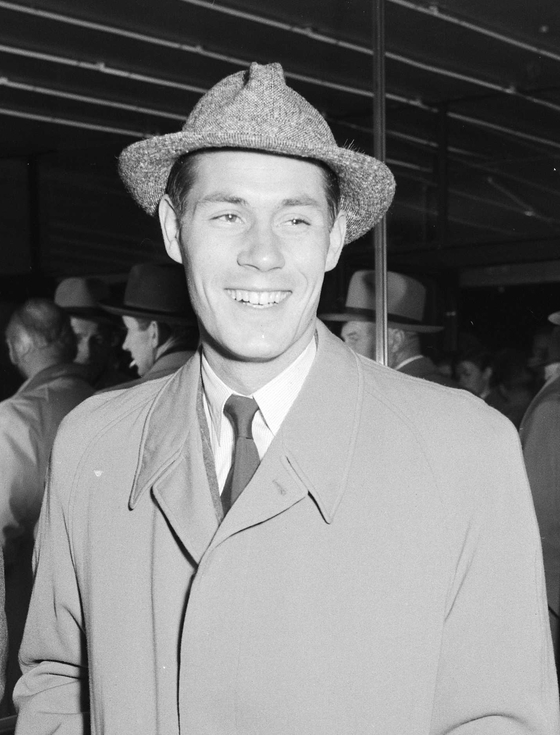
Роальд Ос

- Аменд, Александр Филиппович (83) — доктор педагогических наук, профессор, Заслуженный учитель РФ, Заслуженный работник высшей школы РФ, ректор Челябинского государственного педагогического университета (1994—2000)[173].
- Бризан, Джордж Игнатиус (70) — премьер-министр Гренады (1995)[174].
- Гиличинский, Давид Абрамович (63) — российский биолог и геолог, доктор геолого-минералогических наук[175].
- Гусев, Владимир Валентинович (59) — заслуженный артист России, актёр театра «Эрмитаж»[176].
- Зайцев, Николай Яковлевич (88) — полковник Советской Армии, участник Великой Отечественной войны, Герой Советского Союза.
- Карраскалао, Джоао Виегас (65) — восточнотиморский политик, министр[177]
- Коннелл, Элизабет (65) — английская оперная певица[178]
- Лакросе де Фортабат, Амалия[англ.] (90) — аргентинская предпринимательница и меценат, миллиардер[179].
- Ос, Роальд (83) — норвежский конькобежец, олимпийский чемпион (1960), бронзовый призёр на дистанции 1500 м (1952)[180].
- Стрижова, Людмила Ивановна (62) — актриса иркутского театра ТЮЗ им. Вампилова, народная артистка России[181].
- Уркумбаев, Марс Фазылович (72) — министр экономики Казахстана (1994), глава Южно-Казахстанской областной администрации (1992—1993), лауреат Государственной премии СССР[182].
- Уэйт, Рик (78) — американский оператор[183].

### 19 февраля

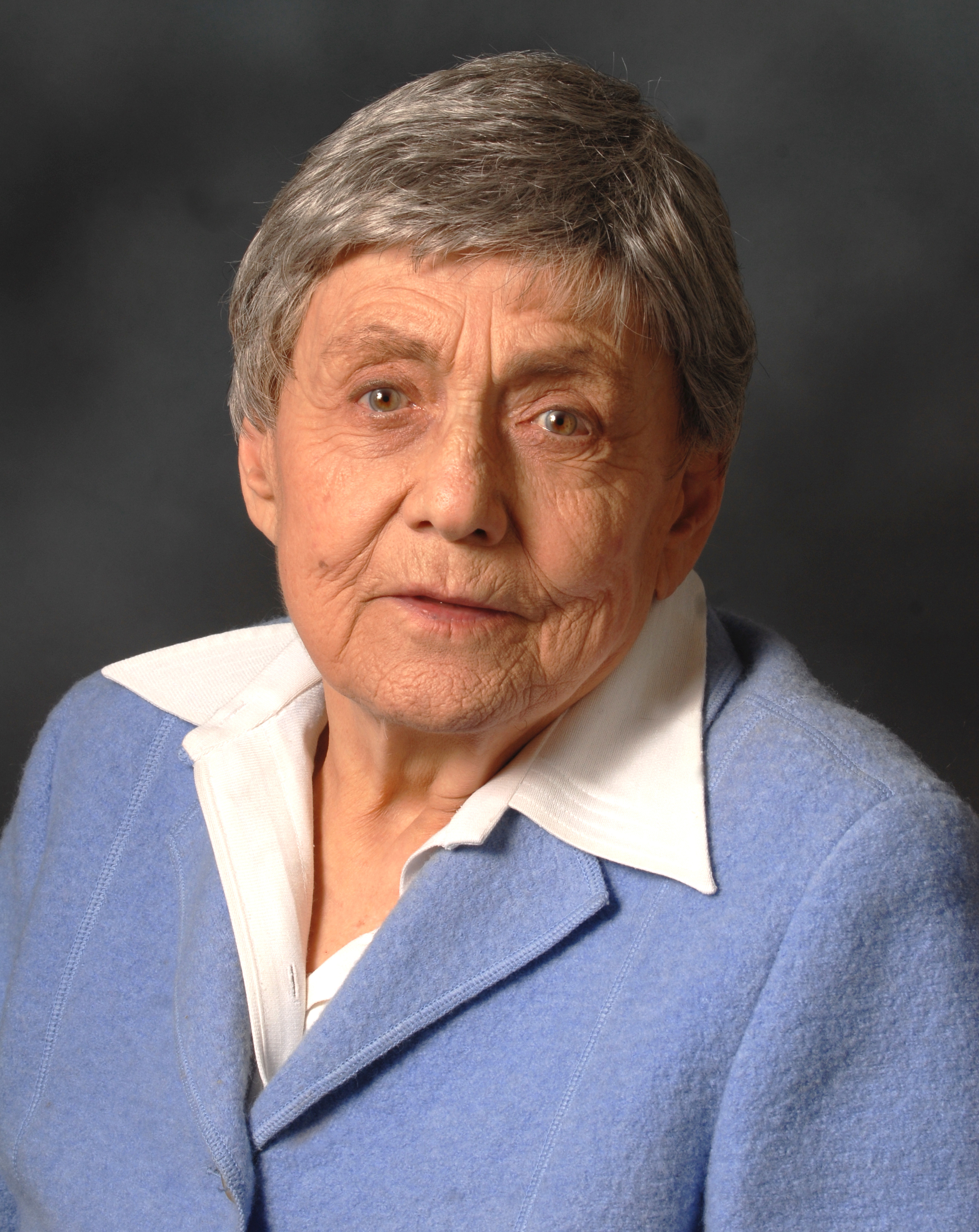
Рут Маркус

- Велинский, Ярослав (79) — чешский писатель-фантаст[184]
- Воротников, Виталий Иванович (86) — советский партийный и государственный деятель, Председатель Президиума Верховного Совета РСФСР, член Политбюро ЦК КПСС, Герой Социалистического Труда (1986)[185].
- Гриневич, Игорь Борисович (59) — главный художник Новосибирского государственного академического театра оперы и балета (работал с 1985 года), заслуженный деятель искусств России, лауреат Государственной премии Российской Федерации в области литературы и искусства (2000)[186].
- Курдюмов, Леонид Леонидович (73) — советский и латвийский политический деятель. Депутат Рижской думы (2001—2012). Депутат Верховного Совета Латвии (1990)[187].
- Лиллиу, Джованни (97) — итальянский археолог, публицист и политический деятель[188].
- Мавлютдинов, Наиль Равильевич (38) — российский журналист, телеоператор[189].
- Маркус, Рут (90) — американский философ[190]
- Сарбагишев, Уран Отунчиевич (77) — балетмейстер, педагог, народный артист Республики Кыргызстан, лауреат Государственной премии СССР[191].
- Сталь, Йохан Фредерик (81) — нидерландский философ и индолог[192]
- Стонкус, Станисловас Станисловович (80) — советский баскетболист., чемпион Европы (1957), серебряный призёр Олимпийских игр 1952 и 1956 годов[193].
- Хоган, Пауль (92) — американский химик, открывший метод получения полипропилена[194]
- Холлидэй, Питер (87) — британский актёр[195].
- Черкелов, Георги (81) — болгарский киноактер («Тепло», «Юлия Вревская») и др. [www.kino-teatr.ru/kino/acter/euro/236883/bio/]

### 20 февраля

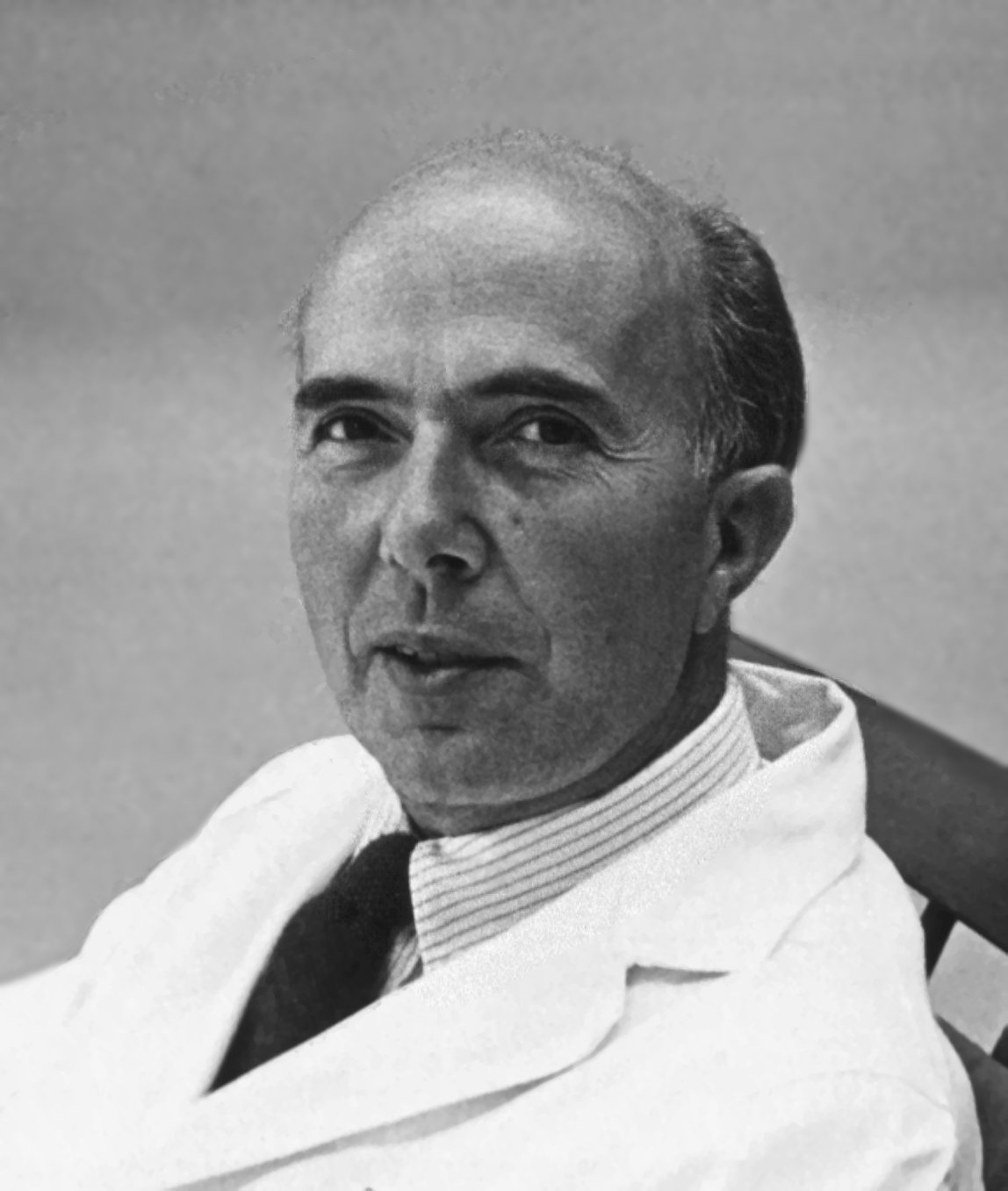
Ренато Дульбекко

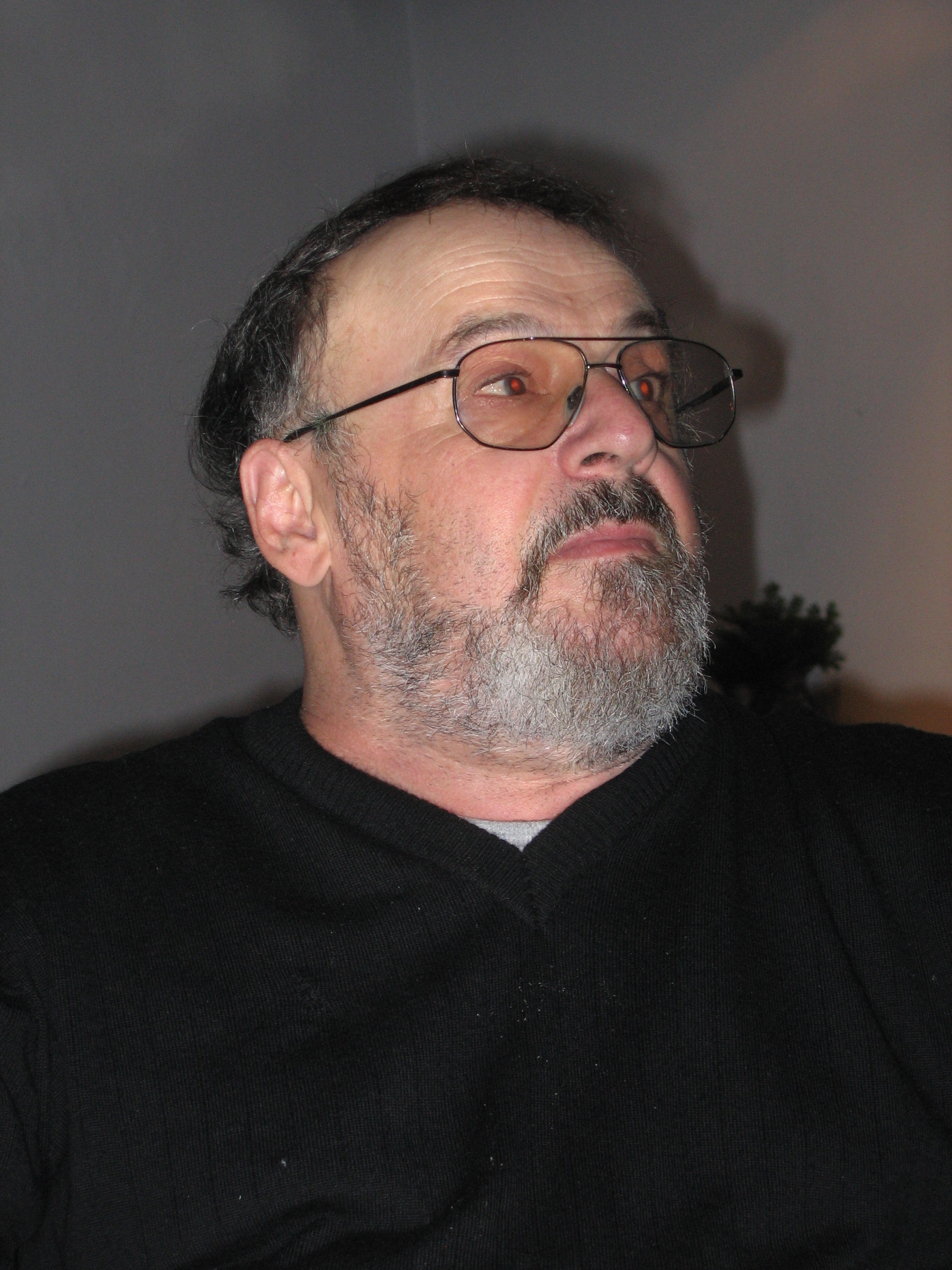
Асар Эппель

- Балаев, Георгий Михайлович (89) — композитор, аранжировщик, педагог, заслуженный работник культуры России, почетный гражданин Ростова-на-Дону[196].
- Давыдов, Юрий Андреевич (65) — актёр Курского театра юного зрителя «Ровесник»[197].
- Дульбекко, Ренато (97) — итальянский и американский вирусолог, лауреат Нобелевской премии по физиологии и медицине (1975)[198].
- Ламайсон, Лидия (97) — аргентинская актриса («Дикий ангел» и др.)[199]
- Ставский, Сергей Валерьевич (39) — актёр театра «У Никитский ворот»[200].
- Топоровский, Иосиф Леонидович (64) — режиссёр-постановщик, драматург, режиссёр концертного зала «Крокус Сити Холл»[201].
- Удлер, Рубин Яковлевич (86) — советский (молдавский) диалектолог-романист[202].
- Уолкер, Салливан (68) — тринидадский актёр («Земля 2»)[203]
- Эппель, Асар Исаевич (77) — русский писатель, поэт и переводчик[204].
- Этингоф, Наталья Борисовна (98-99) — советский театральный режиссёр[205].

### 21 февраля
- Балашова, Светлана Александровна (68) — заслуженная артистка России, бывшая актриса московского театра кукол. [www.kino-teatr.ru/kino/acter/sov/15105/bio/]
- Бокарев, Геннадий Кузьмич (77) — писатель, кинодраматург, сценарист. Автор сценарии к таким фильмам, как «Самый жаркий месяц», «Найти и обезвредить», «Перед рассветом», «На полпути в Париж», «Сель»[206].
- Джуно, Пьер (89) — канадский политик, министр связи (1975)[207]
- Кублановская, Вера Николаевна (91) — российский математик, ведущий научный сотрудник Санкт-Петербургского отделения математического института им. В. А. Стеклова РАН [pomnipro.ru/memorypage33240/biography].
- Мичуки, Джон (79) — кенийский политик, министр[208]
- Мошкарин, Андрей Васильевич (64) — советский и российский учёный-энергетик, доктор технических наук, профессор, заведующий кафедрой Ивановского государственного энергетического университета[209].
- Попов, Геннадий Леонидович (70) — офицер-подводник, капитан 1-го ранга, Герой России[210].
- Ромуальдес, Бенджамин (81) — филиппинский политик, губернатор провинции Лейте (1967—1986)[211]
- Россет, Барни (89) — американский издатель, сотрудничавший со многими крупнейшими писателями XX века[212].
- Уразбаев, Эльдор Магоматович (71) — советский и российский кинорежиссёр, сценарист и продюсер. Заслуженный деятель искусств Российской Федерации (1998) [www.kino-teatr.ru/kino/director/ros/6556/bio/]

### 22 февраля

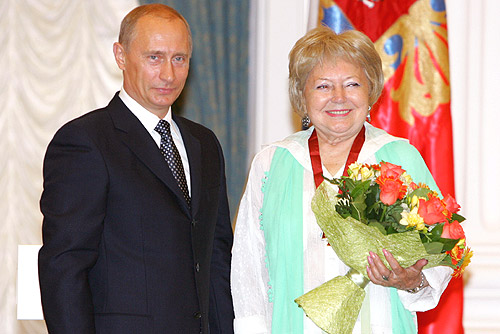
Людмила Касаткина

- Авдеев, Юрий Семёнович (75) — российский кинооператор («Вас ожидает гражданка Никанорова») [www.kino-teatr.ru/kino/operator/ros/34141/bio/]
- Ахтямова, Фирдаус (72) — актриса Татарского академического театра, народная артистка Татарстана[213].
- Казаков, Александр Аполлонович (61) — директор ФГУП «НИИ „Полюс“ им. М. Ф. Стельмаха», Почётный машиностроитель РФ.[214].
- Зорин, Сергей Валентинович (44) — старший тренер юношеской сборной по лыжным гонкам, заслуженный тренер России. Найден мертвым в отеле турецкого города Эрзурум[215].
- Карсон, Фрэнк (85) — североирландский актёр[216].
- Касаткина, Людмила Ивановна (86) — актриса ЦАТРА и кино, профессор, народная артистка СССР, лауреат Государственной премии РСФСР, лауреат премии Ленинского комсомола[217].
- Колвин, Мэри (55) — американская журналистка, погибла в Сирии[218].
- Курченли, Юсуф (65) — турецкий сценарист и режиссёр[219]
- Мансур, Джоао (88) — бразильский политик, губернатор штата Парана[220].
- Набоков, Дмитрий Владимирович (77) — американский переводчик и оперный певец (бас), сын писателя Владимира Набокова[221]
- Ошлик, Реми (28) — французский фотожурналист, погиб в Сирии[218].
- Разгонин, Александр Иванович (92) — Участник Великой Отечественной войны. Герой Советского Союза.
- Шакирова, Тамара Халимовна (56) — заслуженная артистка Узбекской ССР, актриса театра и кино[222].

### 23 февраля
- Абдулаев, Анатолий Гафарович (67) — артист воронежского ТЮЗа, народный артист России[223].
- Ефимов, Владимир Венедиктович (62) — советский и российский график, художник шрифта[224].
- Горбунов, Николай Григорьевич (60) — художник, председатель Омского отделения Союза художников России (1993—2001)[225]
- Зугульский, Казимеж (92) — польский социолог и политик, министр культуры (1982—1986)[226].
- Косых, Григорий Георгиевич (78) — заслуженный мастер спорта СССР, олимпийский чемпион (1968), двенадцатикратный рекордсмен СССР в стрельбе из пистолета[227].
- Кравец, Нисон Вольфович (83) — скрипач, концертмейстер, заслуженный артист РФ (1993), музыкант Большого театра, симфонического оркестра радиостанции «Орфей», Государственного академического симфонического оркестра под управлением Евгения Светланова[228].
- Кэмпбелл, Кэти (49) — новозеландский диктор, журналистка, бизнесвумен и пиар-консультант[229].
- Павлов, Александр Николаевич (69) — советский мотогонщик, серебряный призёр чемпионата мира по мотокроссу (1961), бронзовый призёр чемпионата мира по спидвею (1973)[230]
- Сёртис, Брюс (74) — американский кинооператор, номинант на кинопремию «Оскар» за фильм «Ленни»[231].
- Сусак, Джон (71) — американский невропатолог, открывший синдром Сусака[232].
- Щербаков, Анатолий Иванович (88) — начальник Калининградского областного управления внутренних дел (1975—1988), генерал-майор милиции[233].

### 24 февраля
- Аюшеев, Саян — ведущий актёр Бурятского театра драмы[234].
- Бенкендорф, Андрей Александрович (65) — украинский режиссёр и сценарист[235].
- Каруме, Ньенга (82) — министр обороны Кении (2006—2008)[236].
- Манн, Теодор (87) — американский театральный продюсер и режиссёр, поставивший «Анну Каренину» по роману Л. Н. Толстого и «Дядю Ваню» по пьесе А. П. Чехова[237].
- Мария Аделаида Португальская (100) — португальская инфанта[238].
- Нардари, Стелла (113) — старейшая жительница Италии.
- Шагинян, Мирэль Яковлевна (93) — художница, дочь писательницы Мариэтты Шагинян[239].

### 25 февраля

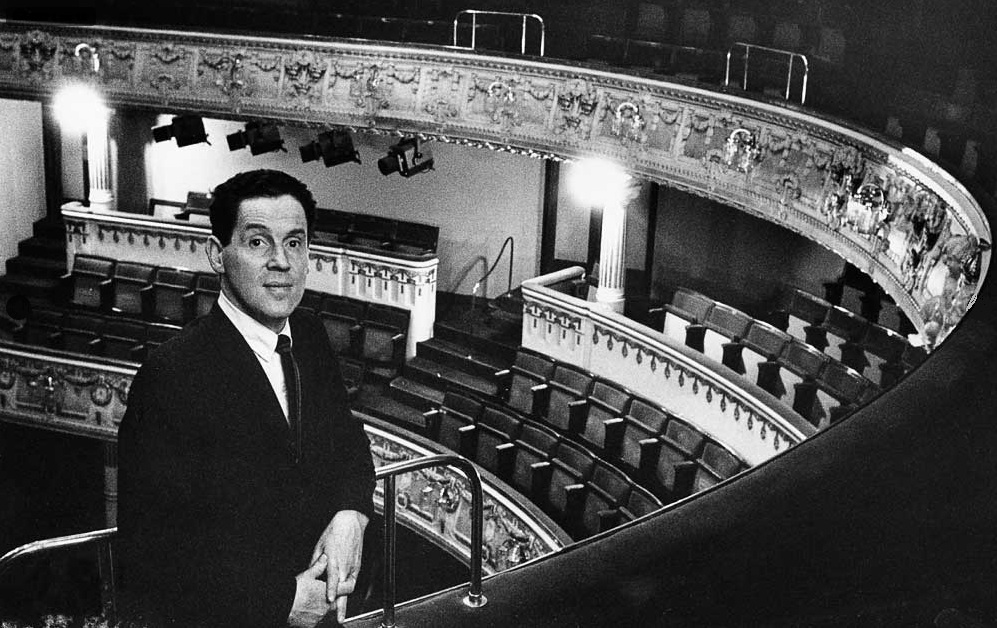
Эрланд Юзефсон

- Аболенцев, Владимир Александрович (85) — советский государственный деятель, министр юстиции РСФСР (1988—1990)[240].
- Андре, Морис (79) — французский трубач[241].
- Базаров, Алексей Фёдорович (66) — генерал-майор, командующий Сызранским высшим авиационным училищем (1986—1999). Депутат Верховного Совета РСФСР (1990—1993)[242].
- Базилюк, Александр Филимонович (69) — украинский политик, один из основателей и лидер (1992—2010) Славянской партии[243].
- Витман, Борис Владимирович (91) — советский разведчик, строитель, архитектор, изобретатель[244],.
- Дэвис, Дик (76) — американский баскетболист, чемпион летних Олимпийских игр в Токио (1964)[245].
- Остапеня, Александр Павлович (73) — белорусский ученый в области гидробиологии. Член-корреспондент Национальной академии наук Беларуси (1996)[246]
- Стюарт, Марта (89) — американская актриса[247].
- Чумичёв, Валерий Николаевич (70) — главный режиссёр новосибирского театра «На левом берегу», заслуженный артист России[248].
- Халилов, Нусрат Юсиф оглы (86) — известный ученый, геолог-нефтяник.
- Юзефсон, Эрланд (88) — шведский актёр театра и кино, сыгравший главные роли в картинах Ингмара Бергмана, Андрея Тарковского, Иштвана Сабо, Питера Гринуэя[249].

### 26 февраля
- Басиев, Тасолтан Тазретович (65) — ученый, заместитель руководителя Научного центра лазерных материалов и технологий, член-корреспондент РАН[250].
- Булдык, Валерий (65) — белорусский кино и телеоператор[251].
- Вербек, Ивонн (98) — бельгийская актриса[252].
- Ёнэда, Кадзунори (61) — тренер женской сборной Японии по волейболу (1983—1984, 1990—1993)[253].
- Закиров, Шамиль Зиннурович (66) — директор Татарского государственного академического театра им. Г. Камала (1985—2012)[254].
- Карпентер, Ричард (сценарист) (82) — британский актёр и сценарист[255].
- Котов, Юрий Васильевич (80) — российский самарский журналист[256].
- Подшивалов, Владимир Иванович (81) — бывший первый секретарь Харьковского горкома КПУ[257]
- Трэйвон, Бенджамин Мартин (17) — афроамериканская жертва-подросток полиции США[258]..

### 27 февраля

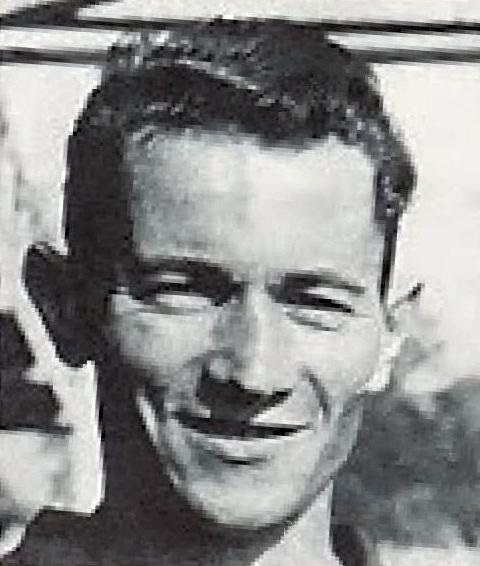
Арман Пенверн

- Акашкин, Вячеслав Павлович (74) — актёр Русского драматического театра Республики Мордовия, заслуженный артист Российской Федерации[259].
- Белютин, Элий Михайлович (86) — один из лидеров русского «неофициального искусства», художник и теоретик искусства[260].
- Дмитриев, Геннадий Николаевич (77) — председатель Совета Министров Удмуртской АССР (1988—1990)[261].
- Кулланг, Андерс (68) — шведский автогонщик, чемпион Ралли Швеции (1980)[262].
- Манна, Сэйлен (87) — индийский футболист, игрок и капитан сборной Индии по футболу (1948—1956)[263].
- Мусагаджиев, Гилал Мусагаджиевич (85) — заслуженный животновод Дагестана, Герой Социалистического Труда[264].
- Нистрян, Анатолий — начальник милиции общественной безопасности Республики Крым; ДТП[265].
- Павловский, Пётр (86) — польский актёр театра и кино («Фараон», «Потоп») [www.kino-teatr.ru/kino/acter/m/euro/29043/bio/].
- Пенверн, Арман (85) — французский футболист, игрок национальной сборной, бронзовый призёр чемпионата мира (1958)[266].

### 28 февраля
- Бай Цзин (28) — китайская актриса, убита[267].
- Граса, Жайме (70) — португальский футболист, игрок «Бенфики» (Лиссабон) и сборной Португалии по футболу, бронзовый призёр чемпионата мира 1966, семикратный чемпион Португалии[268].
- Мухин, Станислав Владимирович (63) — актёр Молодёжного театра на Фонтанке (Санкт-Петербург)[269]..
- Пенверн, Арман (85) — французский футболист, игрок и капитан сборной Франции по футболу (1952—1959), бронзовый призёр чемпионата мира по футболу (1958)[270]
- Плинт, Галина Александровна (57) — директор Иркутского театрального училища (2003—2012), педагог[271].
- Шумовский, Теодор Адамович (99) — лингвист-востоковед, арабист, переводчик, кандидат филологических и доктор исторических наук, старейший узник петербургской тюрьмы «Кресты» и ГУЛАГа, одноделец Льва Николаевича Гумилёва[272].

### 29 февраля

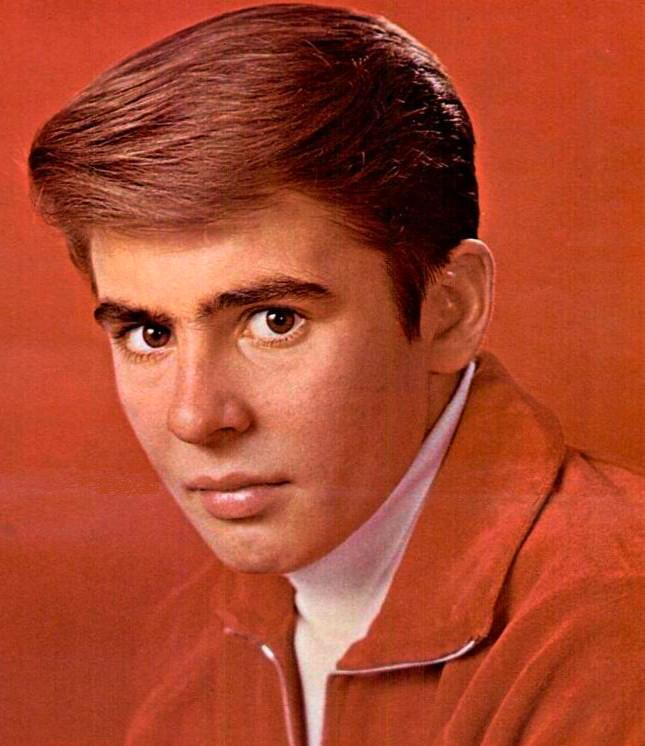
Дэви Джонс

- Бессолицын, Андрей Юрьевич (58) — художник кино («Окраина») [www.kino-teatr.ru/kino/painter/ros/8740/works/].
- Вацек, Милош (83) — чешский композитор[273].
- Городецкий, Анатолий Михайлович (81) — судья международной категории по гимнастике, олимпийский арбитр[274].
- Джонс, Дэви (66) — британский певец и актёр[275]
- Кодат, Карл (69) — австрийский футболист, игравший на позиции нападающего.
- Молдофф, Шелдон (91) — американский художник, создатель всемирно известных комиксов[276]
- Моралес, Горацио (68) — филиппинский политик, министр по аграрной реформе (1998—2001)[277]
- Цивиликас, Василий (70) — греческий актёр театра и кино[278]